# Djurminneslunden Stockholm

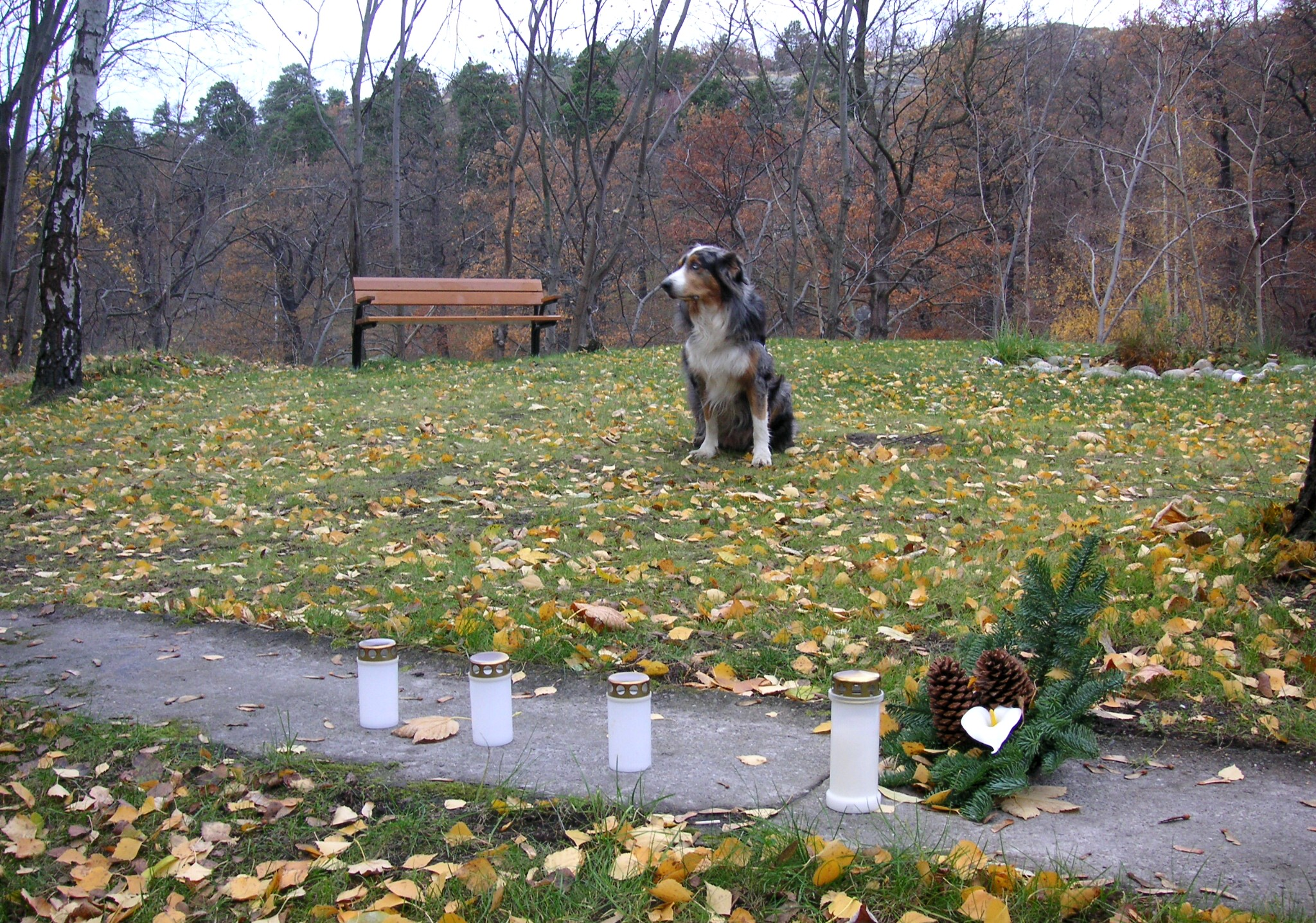
Djurminneslunden Stockholm 2009.

Djurminneslunden Stockholm var en djurkyrkogård vid Vinterviksvägen i Gröndal inom Vintervikens östra del. Djurminneslunden började anläggas år 2008 och invigdes den 31 maj 2009 av Ulf Lindahl. 
På djurminneslunden fanns inga enskilda gravar för avlidna husdjur, som exempelvis på Kaknäs djurkyrkogård. Endast professionellt kremerade djur begravdes. Det var inte tillåtet att på egen hand gräva ner aska, eftersom man då riskerade att råka gräva på en plats där aska redan är nedlagd. Föreningen Djurminneslunden skötte området och tog ut en avgift för en plats på minneslunden.
På grund av återkommande vandalisering lades minneslunden ned under 2019 i dåvarande form och Stockholms Stad tog då över ansvaret och driften för minneslunden. Sedan dess har djurminneslunden blivit helt nedlagd och är ej längre aktiv.